# 3891 Werner
3891 Werner este un asteroid din centura principală, descoperit pe 3 martie 1981 de Schelte Bus.